# Privatbrauerei Metzler
Die Privatbrauerei Metzler GmbH & Co. KG aus Dingsleben in Thüringen befindet sich seit mehr als 125 Jahren im Besitz der Familie Metzler. Die Brauerei wird mittlerweile in fünfter Generation geführt.

## Geschichte
Die Geschichte der Brauerei begann mit August Metzler, der im Jahre 1866 in Dingsleben geboren wurde. Nach einem schweren Unfall nach einigen Wanderjahren musste er mit 28 Jahren sein Handwerk aufgeben und kehrte in den Heimatort Dingsleben zurück. Er erwarb das Gemeindegasthaus und übernahm die Brauereigeschäfte des Dorfes. Er braute von nun an vor allem für den Bedarf seiner Gastwirtschaft etwa 300 Hektoliter Bier im Jahr.
1985 übernahm Ulrich Metzler, der Enkel des Firmengründers, den Betrieb und entwickelte ihn zu einer der größten Privatbrauereien in der DDR.

## Geschäftsbereiche
Neben dem Vertrieb von Eigenmarken wie dem Dingslebener Edel-Pils und dem Dingslebener Lava - Schwarzbier sind Lohnabfüllungen sowie die Produktion von Handelsmarken für Handelsketten eine Einnahmequelle. In der Flaschenfüllanlage können pro Stunde 15.000 Flaschen gefüllt werden. Der Bierausstoß ist bis ca. 2020 auf 20.000 Hektoliter angestiegen, dazu kommen 20.000 Hektoliter Osta-Limonaden.
Das Bier der Brauerei wird insbesondere regional und in den benachbarten Bundesländern vermarktet. Weiterhin gibt es auch Kunden in Russland, Japan, Polen und Rumänien.

## Produkte (Auswahl)

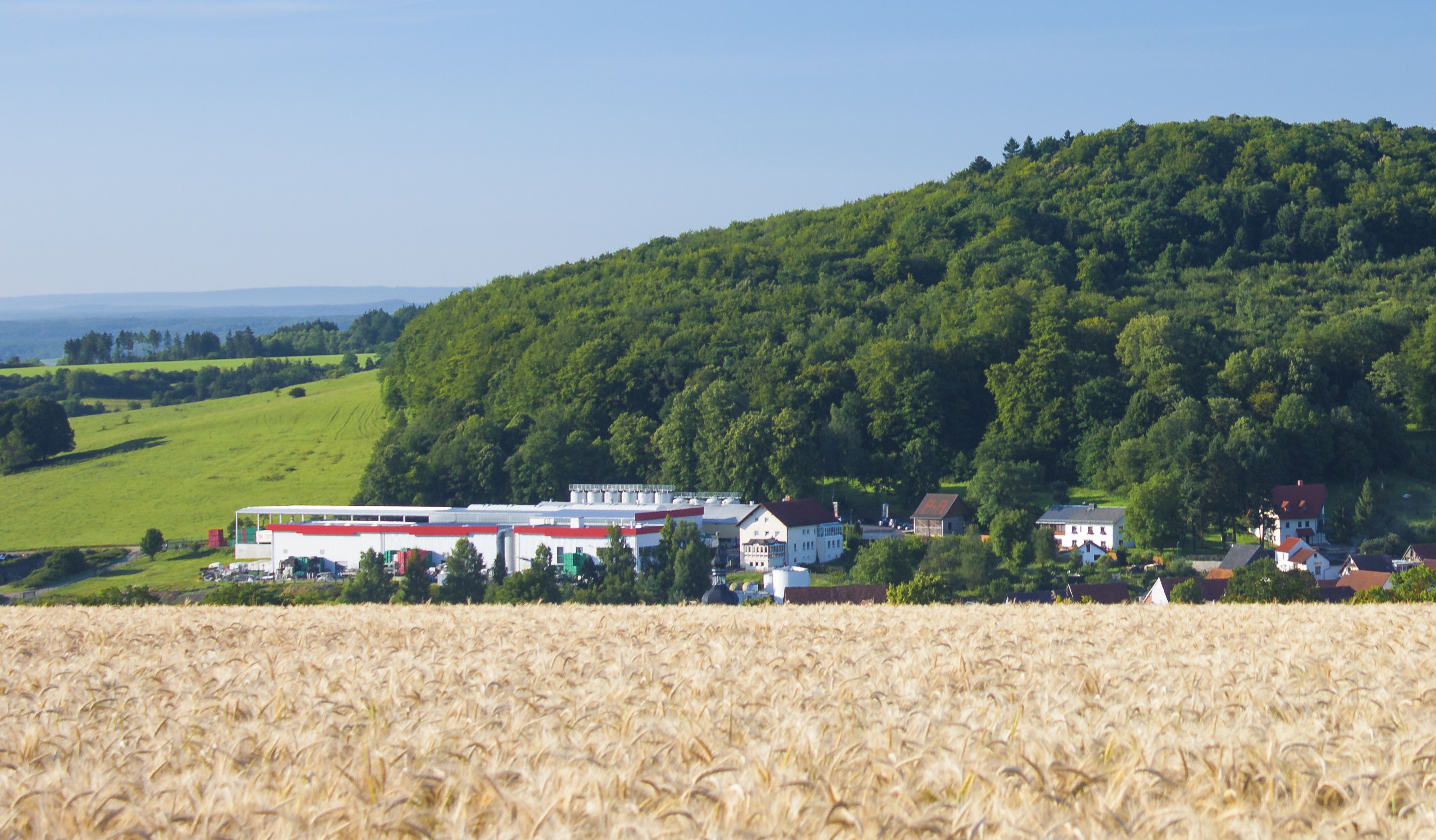
Dingslebener Brauerei

Die Dingslebener Brauerei produziert folgende Getränke:
| Biertyp                            | Alkoholgehalt | Stammwürze |
| ---------------------------------- | ------------- | ---------- |
| Dingslebener Edel-Pils             | 4,9           | 11,4       |
| Dingslebener Landbier              | 4,9           | 11,4       |
| Dingslebener Urtyp                 | 4,9           | 11,4       |
| Dingslebener Lava Schwarzbier      | 6,0           | 13,0       |
| Dingslebener Diätdem-Pils          | 4,9           | 9,0        |
| Dingslebener Lux                   | 4,9           | 9,0        |
| Dingslebener AUBI                  | <0,5          | 0          |
| Dingslebener Himbeer-Kirsch-Radler | 2,5           | 6          |
| Dingslebener Küsten Radler         | 2,5           | 6          |
| Dingslebener Sanddorn Weizen       | 4,9           | 16         |
| Dingslebener Erdbeer Weizen        | 4,7           | 16         |
| Dingslebener Durstlöscher          | 4,9           | 11         |